# Cnemaspis kendallii
Cnemaspis kendallii este o specie de șopârle din genul Cnemaspis, familia Gekkonidae, descrisă de Gray 1845. Conform Catalogue of Life specia Cnemaspis kendallii nu are subspecii cunoscute.